# Xyris gossweileri
Xyris gossweileri är en gräsväxtart som beskrevs av Gustaf Oskar Andersson Malme. Xyris gossweileri ingår i släktet Xyris och familjen Xyridaceae. IUCN kategoriserar arten globalt som otillräckligt studerad. Inga underarter finns listade i Catalogue of Life.